# مقاطعة نمين
مقاطعة نمين (بالفارسية: شهرستان نمین) هي إحدى مقاطعات في محافظة أردبيل في إيران. مركز مقاطعة نمين هو مدينة نمين.